# ドイツワイン

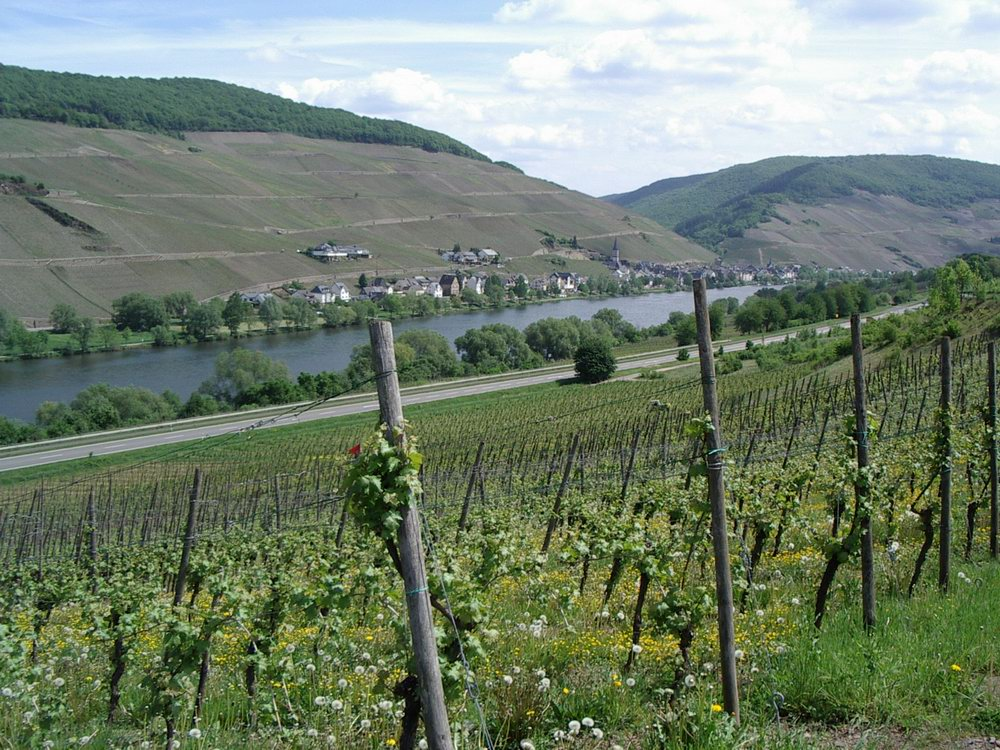
ドイツ、モーゼル河岸のブドウ畑

ドイツワインは、ドイツで生産されるワインである。

## 概要
ドイツは、寒冷な気候のために、ブドウの栽培が南部の地方に限られる。この地はブドウの栽培できる北限とされ、主にフランスに近いライン川やその支流沿いでワインが生産されている。主なアペラシオン（ベライヒ：13地区）としては、ライン川に面したラインガウやラインヘッセン、ライン川の支流であるモーゼル川、ザール川、ルーヴァー川の3つの川の流域にまたがるモーゼルがよく知られている。ブドウの品種は、安価なワインにはミュラー・トゥルガウが用いられるが、貴腐ワインをはじめとする高級白ワインはほとんどすべてがリースリングである。
ドイツで生産されるワインは、圧倒的に白ワインが多い。その厳しい気象条件のために、黒葡萄は十分に色付くことができず、数少ない赤ワインも、気候に恵まれた地域のものと比べると、より色が薄い。しかし、緯度が高いことを利用して、夏季に穏やかな日照時間を長く取ることによって、凝縮性が高く、独特な酸味と果実性に富んだワインが造られる。この酸味の豊かさが、ドイツワインの長命性、殺菌性に貢献していると言われている。ドイツでは、ワインを飲んで風邪を治療する人もいる。
ブドウ畑は川に面した南向きの斜面に位置していることが多い。直射日光だけでなく川からの反射光も取り入れられるので日照量を確保できる上、川から発生する霧で寒さから畑を守れるからである。ブレマー・カルモント（モーゼル）のように最大傾斜70度近くある畑も存在し、土壌の性質と相俟って、味に張りのあるワインが多い。
また、ドイツワインはドイツ国外においては甘口のイメージが強いが、それは最大の輸出先であったアメリカが甘口を好んだため、輸出向けのものが甘口主体となったことが原因である。
日本では、第二次世界大戦後、カメラのライカを扱っていたシュミット商会社長井上鍾（あつむ）が高級ドイツワイン輸入を始めた。その遺志を受け継いだ古賀守等の尽力により、1985年（この年にオーストリアワインのジエチレングリコール混入事件があり、ドイツワインの一部にも汚染が及んだ）頃まで、ドイツワインは日本において国別輸入量トップの地位にあった。

## ドイツワインの公的分類
以下、ドイツワインの公的分類を格の低いものから順に示す。
- ターフェルヴァイン (Tafelwein) - 「テーブルワイン」に相当する日常消費用のワインで、ドイツ産のワインを使用しなくとも名乗ることができる。ドイツ産のものは、「ドイチャー・ターフェルヴァイン」(Deutscher Tafelwein) と呼ばれる。
- ラントヴァイン (Landwein) - 1982年に設けられた分類で、「地酒」に相当する存在である。
- クヴァリテーツヴァイン・ベシュティムター・アンバウゲビーテ (Qualitätswein bestimmter Anbaugebiete、QbA) - 「特定産地で製造された上質ワイン」という意味で、単に「クヴァリテーツヴァイン」(Qualitätswein)とも呼ばれる。ドイツワインの公的分類では上から2番目の格付けとなる。このQbAまでは補糖を行うことができる。
- プレディカーツヴァイン (Prädikatswein) - 「肩書き付きワイン」という意味。2007年7月までの旧称は「クヴァリテーツヴァイン・ミット・プレディカート」 (Qualitätswein mit Prädikat、QmP、「肩書き付き上質ワイン」という意味)。ドイツワインの公的分類では最高位にあたる。以下の6つの「肩書き」（Prädikat）に細分されるが、「アイスヴァイン」を除いて原料葡萄果汁の糖度によって分けられ、糖度が高いほど高級とされる。QmPでは補糖は認められていない。

1. カビネット (Kabinett) - 「（特別な）酒倉（で仕込まれた）」という意味で、QmPの中では最も糖度の低い葡萄から作られる。
2. シュペートレーゼ (Spätlese) - 「遅摘み」の意味で、カビネットよりも原料果汁の糖度が高い。
3. アウスレーゼ (Auslese) - 「房を選別して収穫」という意味で、シュペトレーゼよりもさらに糖度の高い果汁で造られる。
4. ベーレンアウスレーゼ (Beerenauslese、BA) - 「粒を選別して収穫」という意味で、稀に貴腐ワインとなる。甘口なものが多いが、流通量はそれほど多くはない。
5. トロッケンベーレンアウスレーゼ (Trockenbeerenauslese、TBA) - 名称は「乾いた果粒を選別して収穫した」という意味であり、暗に「貴腐化」を指しているが、必ずしも貴腐ワインではない。多くの葡萄品種は貴腐の影響なくしてこの域の糖度に達することはできないと言われているが、一部の品種、例えばオルテガ（英語版）などでは、比較的容易に満たすことができる。
6. アイスヴァイン (Eiswein) - 樹になったまま、自然に凍結した状態の果実から造られる。ワイン#特殊な製法のワインを参照。

クヴァリテーツヴァイン（QbA）以上の等級については、公的検定番号 (Amtliche Prüfungsnummer、略称 A.P.-Nr.）がラベルに明示される。それぞれの数字は次のように割り当てられている。
- 一つ目の数字 - 検定機関の所在地
- 二から四番目の数字 - 申請者の所在地
- 五から七番目の数字 - 生産者
- 八から十番目の数字 - 上記の生産者が検定を受けるワインの連番
- 最後の二けたの数字 - 申請年つまりワインが瓶詰めされた年号の下二けた

あるワイン生産者、とくに生産者組合（ヴィンツァーゲノッセンシャフト Winzergenossenschaft）が自ら所有する畑と生産設備でブドウを栽培・収穫し、ワイン醸造・瓶詰めまでを一貫して行った場合には、生産者（エアツォイガー Erzeuger）により一貫して生産・瓶詰めされたこと（エアツォイガーアプフュルンク Erzeugerabfüllung）をラベルに明示できる。さらに、あるワイン生産者が単独で一貫生産を行い、対象のブドウ畑を遅くとも収穫年の1月1日以降にみずから管理していること、そして製造責任者がワイン醸造の専門教育を修了しているという条件を満たしている場合には、特定の農場（グート Gut）において一貫して生産・瓶詰めされたこと（グーツアプフュルンク Gutsabfüllung）を示すことが認められる。ある事業者が他者の生産によるブドウを購入してワインを醸造・瓶詰めした場合、また他者が生産したワインを瓶詰めした場合には、こうした生産者表示の対象外となる。
「ドイツワインは甘口が多く料理に合わない」というイメージを払拭するために、近年のドイツは辛口ワインの表示に力を入れている。2000年には上質辛口ワインの品質等級に「クラシック」、さらに厳しい品質条件をクリアする「セレクション」のカテゴリーが設けられた。また同じく2000年に、ドイツ高級ワイン生産者連盟（VDP）及びその地区組織が、以下の高級辛口・甘口ワインの標章を設けた。
- グローセス・ゲヴェックス (Großes Gewächs) - 超1級畑認定の高級辛口ワイン。
- エアステス・ゲヴェックス (Erstes Gewächs) - VDPラインガウが1級畑と認定した高級辛口ワイン。
- エーデルズュース・シュピッツェン (Edelsüße Spitzen) - VDPラインガウが1級畑と認定した高級甘口ワイン。
- エアステ・ラーゲ (Erste Lage - 各地域の生産者連盟（VDPモーゼルとVDPラインガウを除く）が認めた1級畑の高級辛口及び甘口ワイン。

なお、リースリングを100パーセント使用したラインガウ地区独自辛口白ワインの名称「カルタヴァイン」があるが、認定母体のカルタエステート（カルタヴァイン醸造所同盟）が2000年にVDPラインガウに合併されている。

## ドイツワインのラベル
以下にドイツワインのラベルの例を示す。
| \| MOSEL-SAAR-RUWER 1997 Piesporter Michelsberg Riesling Spätlese Qualitätswein mit Prädikat \| | 生産地 この場合は、「モーゼル＝ザール＝ルーヴァー」。 生産年 原料の葡萄を収穫した年。この場合は1997年。 村名と畑名 この場合は、ピースポート村のミヒェルスベルクという畑を意味している。 品種 この場合は、リースリング種である。 肩書き この場合は、「QmP」のうち「シュペートレーゼ」。検定番号が別途表示されるので、収穫から検定（瓶詰め）までのおおよその熟成期間も分かる。 |
| MOSEL-SAAR-RUWER 1997 Piesporter Michelsberg Riesling Spätlese Qualitätswein mit Prädikat       | |

## 主な生産地域
アール
主にシュペートブルグンダーを使用し、軽めだが芳香に富む赤を産する。赤の産地であるが、ドイツのベライヒではザーレ・ウンストルートに次ぐ北方にある。
モーゼル
モーゼル川沿岸やザール川の沿岸の地域。2007年7月までの旧称は「モーゼル＝ザール＝ルーヴァー」。リースリング主体で構成のしっかりしたワインが多い。有名な畑シャルツホーフベルクなどを含む。
ラインガウ
ライン川の沿岸の地域でリースリング主体。華やかなワインが多い。1775年にシュペートレーゼを偶然開発した著名な畑ヨハニスベルクなどを含む。2山5城と呼ばれるシュロス・ヨハニスベルク、シュタインベルガー、シュロス・シェーンボルン、シュロス・ライヒャルツハウゼン、シュロス・フォルラーツ、シュロス・グレーネシュタイン（Schloss Groenesteyn、廃業） 、シュロス・エルツ（Schloss Eltz、廃業）が有名。
ラインヘッセン
ラインガウの南側の比較的広い地域。リープフラウミルヒのような廉価品からニーアシュタイン村やオッペンハイム村に代表される高級品まで、多様なワインを生産している。地域全体としてはモーゼルや隣のラインガウより格下にみなされることが多い。
ナーエ
ラインヘッセンの西に位置する。リースリング主体。
ラインラント＝プファルツ（プファルツ）
ラインヘッセンよりさらに南の地域。リースリング主体。
バーデン
ドイツ南西部、バーデン地方の全域。多様なワインを産しており、比較的温暖なためドイツ土着品種以外の栽培も多い。EUのゾーン分類ではドイツで唯一ブルゴーニュやアルザスと同じBゾーンに入っている。
フランケン
マイン川上流のヴュルツブルクを中心とした広い地域。フランケン地方のマイン川流域を意味するマインフランケン（Mainfranken）をもじって、ヴァインフランケン（Weinfranken）とも称される。主にジルヴァーナ（シルヴァーナー）を使用した辛口ワインを産する。トロッケンベーレンアウスレーゼ等の高糖度ワインであっても、フランケンワイン特有の個性は保たれている。ヴュルツブルクのシュタイン畑などが有名。QbA以上の等級のワインについては、ボックスボイテルという扁平なビンが主に使われる。ボックスボイテル瓶は1989年以降EUの保護認定を受け、フランケン以外での使用はバーデン等の一部国内産地と、ポルトガルに限られる。2015年からはボックスボイテルPSという改良型のボックスボイテルが導入された。
ヴュルテンベルク
レンベルガーなどを使用した赤ワインの多い産地である。シラーヴァイン（ヴュルテンベルク産の赤と白の葡萄を最初から混ぜて造られる：ロートリング）は有名。
ザクセン
ワイン生産地域としては最北端の北緯51.5度にあるドイツ最小のベライヒである。旧東ドイツの領内に位置する。辛口の白ワインで食事に合うが、長期熟成に向かないものが多い。主な栽培品種はミュラー・トゥルガウ、トラミナー、ヴァイスブルグンダー、ジルヴァーナ。
ザーレ・ウンシュトルト
エルベ川の支流、ザーレ川とウンシュトルト川地域。ザクセンと並び、旧東ドイツのワイン産地である。主にミュラー・トゥルガウ、ジルヴァーナから辛口の白ワインを生産。ウンストルート川流域はフランケン中心地帯と土壌の質が似ている。
ヘッシシェ＝ベルクシュトラーセ
産地名は「ヘッセンの山街道」という意味。西をライン川、東をオーデン森に挟まれ、小高い丘陵地が続く南北に長い地域。北はダルムシュタットからハイデルベルクの南のヴィースロッホに至る。リースリング種の白ワインが多い。ザクセンに次いで2番目に小さなベライヒである。
ミッテルライン
ライン川がナーエ地区を過ぎたあたりから、モーゼル川が合流するコブレンツを経てボンの近くまでの約130キロに亘る長いライン川沿いの地域。途中にはローレライや美しい古城などがあり、スレート状粘板岩（シーファー）土壌のリースリング等から作られるフレッシュな酸味を持つ白ワインやスパークリング・ワイン（ゼクト）が多い。